# Soziales Zentrum FlaFla
Das Soziale Zentrum FlaFla Herford (kurz SZ FlaFla, früher auch „Spunk“ oder „SevenInch“ genannt) ist ein selbstverwaltetes soziales Zentrum.

## Geschichte

### Gründungszeit in den 1970er Jahren
1970 wurde in Herford ein Raum von Jugendlichen angemietet, um ein autonomes, ein selbstständiges Jugendzentrum aufzubauen. Etwa 20 bis 30 junge Leute trafen sich zu dieser Zeit täglich im FlaFla. Über die Herkunft des Namens gibt es unter anderem die Theorie, dass er einem regelmäßigen Besucher eingefallen sei, weil er so gerne holländischen Pudding („Vla“) gegessen habe. Nach kurzer Zeit gab es Ärger mit der Polizei und das FlaFla musste schließen, da Vorurteile und die Vorwürfe wie „Haschhöhle“, „Bumsecke“, „Verschwörertreff“ aufkamen.
Da hatten einige Jugendliche die Idee, die Stadtverwaltung aufzufordern, ihrer gesetzlichen Verpflichtung, Treffpunkte für Jugendliche zu schaffen und zu unterstützen, nachzukommen. Die Jugendlichen wurden daher von der Stadt aufgefordert, einen Verein zu gründen, was 1972 auch geschah. Die Stadt stellte daraufhin drei Räume in der Kreishausstraße zur Verfügung. Da der Raum in einer guten Herforder Wohngegend lag, gab es unmittelbar Beschwerden von den dortigen Anwohnern, insbesondere wegen der Lärmbelästigung durch die Musik und wegen den, vor den Clubräumen auf dem Gehweg sitzenden, nicht immer nüchternen Jugendlichen.
Am 8. Juli 1972 wurden die Räume den Jugendlichen wieder entzogen, da der Jugendwohlfahrtausschuss der Stadt der Meinung war, dass die Jugendlichen der Verantwortung nicht gewachsen wären. Daraufhin gab es eine Demonstration und mehrere Aktionen in Herford. Der Jugendwohlfahrtsausschuss bemühte sich daher um Einigung und lud einige Jugendliche zum Gespräch. Der Verein mietete dann 1973 selbstständig die ehemalige Schokoladenfabrik an der Schillerstraße an und die Stadt übernahm ein Drittel der Mietkosten.
Das Haus hatte hohe Unkosten, die die Jugendlichen aus der eigenen leeren Tasche bezahlen mussten. Deswegen entstand die Idee, das zweistöckige Gebäude aufzuteilen. In einer Etage entstand eine Kneipe: der Kunst-Klub, der privat geleitet und finanziert wurde. In der anderen Etage sollten Selbstgestaltung und Selbstverwaltung eingeübt werden.
Von der Polizei wurde das FlaFla kritisch beobachtet, insbesondere wurde vermutet, dass das FlaFla hauptsächlich ein Treffpunkt von Rauschgiftsüchtigen sei. Nach einer Unterredung mit der Stadtverwaltung wurde dieser Vorwurf allerdings entkräftet.
Das FlaFla entwickelte sich dann allmählich zu einer festen Instanz in Herford. So wurde u. a. eine Ortsgruppe von SPAK (Arbeitsgemeinschaft Sozialpolitischer Arbeitskreise) gegründet. Zudem wurden Holzbearbeitungsmaschinen und Siebdrucktechnologien gekauft.

### 1980er bis Nullerjahre
Von 1980 bis 2006 hatte das FlaFla in der Eimterstraße seinen Standort. Insbesondere war es Anfang der 90er für seine Gothic-Partys bis zum Ruhrgebiet bekannt Seit 2000 gab es im FlaFla einen Kreisverband der Jungdemokraten/Junge Linke, welche 2005 ihr fünfjähriges Bestehen feierten. Ebenfalls aus dem Umfeld des Flafla entstand die Antisozialabbau-Gruppe „genug ist genug“, welche gegen die Eröffnung des Museums Marta demonstrierte, da das Geld für den Museumsbau besser für Schulen und Jugendeinrichtungen ausgegeben werden sollte.
In der Nacht vom 24. auf den 25. Juni 2005 kam es zu einem unverhältnismäßigen Polizeieinsatz wegen Ruhestörung. So seien 10 Polizeibeamte »gegen den erklärten Willen der Betreiber« in den Innenhof eingedrungen und seien »ohne Erklärungen oder Vorwarnungen, mit Pfefferspray auch gegen unbeteiligte Gäste« vorgegangen.
2006 wurde das Gebäude abgerissen und das FlaFla musste wieder umziehen. Diesmal kurzfristig in die Elverdisser Straße 8, der Mietvertrag wurde allerdings aufgrund des Hausverkaufs sehr schnell wieder gekündigt, Daraufhin mietete das Flafla 2008 Räume in der Kurfürstenstraße danach Räume in der Goebenstraße.

### Streichung der Fördergelder 2012
2012 strich die Stadt Herford komplett die Zuschüsse für das Jugendzentrum. Trotz Demonstrationen gegen die Streichung u. a. unter dem Motto „Unkraut vergeht nicht – FLA FLA bleibt“ nahm die Stadt die Entscheidung nicht zurück. Deshalb muss sich das FlaFla seitdem selbständig finanzieren. Dieses geschieht u. a. durch einen Förderverein.

### Hauskauf 2015

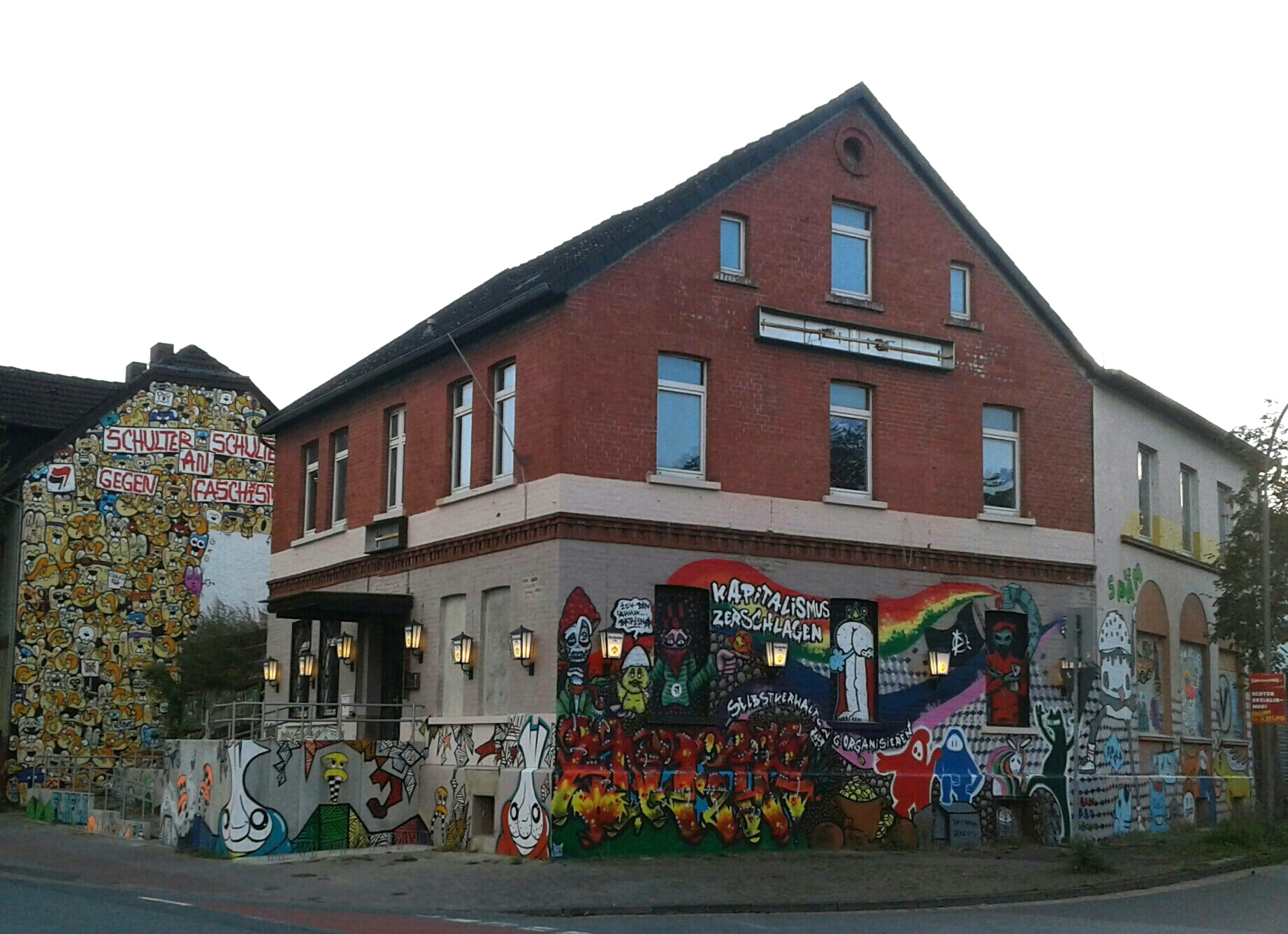
Ajz Flafla Herford mit Graffiti

Das Haus in der Goebenstraße wurde Anfang 2015 zwangsversteigert, so dass die Existenz des FlaFlas wieder bedroht war.
Deswegen kaufte der Verein Ende 2015 ein Haus in der Diebrocker Straße, nach dem Vorbild des AJZ Bielefeld. Dieses wurde von den Jugendlichen und jungen Erwachsenen selbstständig renoviert.

### Neueröffnung 2017
Im Juni 2017 wurde durch Graffiti-Künstler eine neue Fassade gestaltet.
Am zweiten Weihnachtstag 2017 wurde das FlaFla mit einer Party neu eröffnet.
Zudem stellte das FlaFla zur Neueröffnung ein neues Konzept vor, nachdem das FlaFla in Zukunft mehr ein Soziales Zentrum für alle Generationen als ein reines Jugendzentrum sein soll.

### Bedrohung durch Neonazis 2024
Im Herbst 2024 kam es zu Angriffen von vermutlichen Neonazis auf das FlaFla. So hatten Unbekannte Böller in den Innenhof geworfen.

### Demonstration gegen das Flafla von Rechtsextremen
Für den 17. Mai hatte Daniel Kokott zu einer Demonstration gegen Linksextremismus in Herford aufgerufen, welche sich vor allem gegen das Flafla richtete, welches er als vermeintlichen Hort des Linksextremismus ausgemacht hatte.

## Konzepte
- Konzerte
- Cafe und Kneipe
- Disco
- Workshops in Kunst, Gestaltung, Musik, Fotografie, Handwerk und Technik
- kulturelle und politisch bildende Filmabende und Lesungen
- interkultureller Austausch
- Treffpunkt und Forum für politische Gruppen
- Solidaritätskonzerte[23]